# Ebenshausen
Ebenshausen est une ancienne commune allemande de l'arrondissement de Wartburg, Land de Thuringe.

## Géographie
La commune est un village-rue situé dans une partie étroite de la vallée de la rive nord de la Werra.
|             |             | Nazza |
| Frankenroda | Ebenshausen |       |
|             |             | Mihla |

## Histoire
Ebenshausen est mentionné pour la première fois en 1229 sous le nom d'Ewanshusen dans un document du landgrave de Thuringe Henri le Raspon.